# Кинг, Роберт (футболист)
Ро́берт Стю́арт Кинг (англ. Robert Stuart King; 4 апреля 1862 — 4 марта 1950) — английский футболист, хавбек. Выступал за футбольные клубы «Оксфорд Юниверсити», «Аптон Парк» и «Гримсби Таун», а также за национальную сборную Англии. Также был англиканским священнослужителем.

## Биография

### Семья и образование
Был шестым ребёнком в семье преподобного Уокера Кинга, ректора Ли-он-Си, и Джулианы Стюарт. Родственники со стороны отца были видными священнослужителями, в том числе дядя Эдвард Кинг (епископ Линкольна), дед Уокер Кинг (архидиакон Рочестера) и прадед Уокер Кинг (епископ Рочестера).
С 1873 по 1880 год Роберт учился в школе Фелстед, играя за крикетную и футбольную команды школы. Затем окончил Хартфорд-колледж, Оксфордского университета. В 1885 году стал бакалавром искусств, в 1890 году — магистром искусств.

## Футбольная карьера
Во время учёбы в Оксфорде выступал за клуб «Оксфорд Юниверсити» с 1882 по 1885 год. 18 февраля 1882 года провёл свой единственный матч за национальную сборную Англии: это была игра против сборной Ирландии. В той игре сборная Англии одержала самую крупную победу в своей истории, разгромив ирландцев со счётом 13:0. В матче было забито два хет-трика, их авторами стали Говард Вотон (забивший пять голов) и Артур Браун (забивший четыре гола).
Также Кинг играл за клубы «Аптон Парк» и «Гримсби Таун».
Брат Роберта, Чарльз, также был футболистом и играл за «Оксфорд Юниверсити» в финале Кубка Англии 1880 года.

## Церковная карьера
Был рукоположен в сан священника в 1888 году. Был куратом в церкви Сент-Джеймса в Гримсби, позднее стал помощником курата в церкви Сент-Клемента в Ли-он-Си.
В 1892 году сменил своего отца в должности ректора Ли-он-Си. Находился на этой должности до своей смерти в 1950 году. В 1918 году также был назначен почётным каноником Челмсфордской епархии.